# Kig
Kig — программа интерактивной геометрии, входящая в пакет образовательных программ KDE Education Project. Распространяется согласно GNU General Public License.
Kig даёт возможность создавать «живые чертежи» в планиметрии, в частности, для построений с помощью циркуля и линейки, а также служит инструментом для построения математических функций.
Kig поддерживает запись макротипов для решения часто встречающихся рутинных задач. Есть возможность экспорта фигур в формат LaTeX, а также в формат векторной графики SVG.

## Объекты
Kig умеет работать с основными объектами динамической геометрии, а также:
1. Центр кривизны и окружностью кривизны.
2. Гомотетия, общее подобие, инверсия, проективное преобразование, гармоническая гомология.
3. Гиперболы с асимптотами.
4. Кривые Безье (второго и третьего порядка).
5. Поляра точки и полюс прямой относительно конического сечения.
6. Асимптоты гиперболы.
7. Кубика по девяти точкам.
8. Кубика при помощи особых точек кривой по 6 точкам.
9. Кубика при помощи каспа по 4 точкам